# La venganza de Gaia
«La venganza de Gaia» es el octavo sencillo y último del disco Gaia del grupo Mägo de Oz. Fue escrito por Txus di Fellatio. Habla del gobernador del estado de Georgia que condenó injustamente a Alma Echegaray (la representación de Gaia en la Tierra), la cual piensan que fue muerta en la silla eléctrica y que después regresa a condenar los males del mundo, representados en el hombre que la condenó.